# Dialog (Buchreihe)
Dialog (Eigenschreibweise dialog) war eine Buchreihe im Henschelverlag in Berlin von 1973 bis 1987.

## Inhalt
In der Reihe dialog wurden vor allem Theaterstücke publiziert, außerdem einige Hörspiele, Filmszenarien, Texte über das Theater und ähnliches.
Zu den bekanntesten Autoren gehörten Heiner Müller, Ulrich Plenzdorf und Christoph Hein aus der DDR, Rainer Werner Fassbinder und Franz Xaver Kroetz  aus der Bundesrepublik, sowie Erich Kästner und Alfred Döblin. Viele andere waren weitgehend unbekannt.

## Bände (Auswahl)

### 1973
- Spejbl und Hurvínek, mehrere Neuauflagen
- Ulrich Plenzdorf, Die Legende von Paul & Paula, mehrere Neuauflagen
- Disteleien. Kabarett-Szenen, mehrere Neuauflagen [Texte aus dem Kabarett Die Distel]
- Joachim Knauth, Stücke
- Arnolt Bronnen, Tage mit Bertolt Brecht, mehrere Neuauflagen
- Heinrich Henkel, Die Eisenwischer
- Michail Roschtschin, Valentin und Valentina
- Wolfgang Woizick, Leuchte, mein Stern, leuchte, mehrere Neuauflagen

### 1974
- Alfred Döblin, Griffe ins Leben
- Tristan Rémy, Klassische Clown-Nummern
- Gennadi Bokarew, Stahlschmelzer

### 1975
- Klaus Schlesinger, Ikarus
- Peter Weiss, Hölderlin
- Franz Xaver Kroetz, Stücke
- Pfeffermüllereien, mehrere Neuauflagen, [Texte aus dem Kabarett „Die Pfeffermühle“ in Leipzig]
- Dialog 75
- Volker Braun, Die Kipper
- Karl Hermann Roehricht, Meine Privatgalerie
- István Örkény, Familie Tót
- Wiktor Rosow, Vom Abend bis zum Mittag

### 1976
- Marieluise Fleißer, Stücke
- Rudi Strahl, Stücke
- Herkuleskeulereien [Texte aus dem Kabarett Herkuleskeule], mehrere Neuauflagen
- Paul Dessau, Opern
- Harald Thiemann, Kalina krasnaja
- Benito Wogatzki, Broddi
- Rudolf Freund, Michael Hanisch (Hrsg.), Mutter Krausens Fahrt ins Glück
- Die merkwürdige Verwandlung der Jenny K. Hörspiele
- Walter Heynowski, Gerhard Scheumann, Filmen in Viernam. Tagebuch
- Hugo Huppert, Ungeduld des Jahrhunderts
- Das Kamel und andere rumänische Dreiakter
- Sergej Tretjakow, Brülle, China!
- Grigori Kosinzew, Gogoliade
- Alonso Alegría, Die Überquerung des Niagara-Falls
- Wassili Schukschin, Kalina Krasnaja

### 1977
- Heiner Müller, Die Schlacht

- Armin Stolper, Narrenspiel will Raum
- Zeitgenössische Clown-Nummern, herausgegeben von Turra
- Stefan Schütz, Odysseus' Heimkehr
- Arnold Wesker, Stücke
- Dietrich Kittner, Kittners (zoo)logischer Garten
- Heinz Kahlow, Das Dekameronical

- Harald Mueller, Halbdeutsch
- Brecht im Gespräch
- Dieter Kranz, Gespräche mit Felsenstein
- Arnolt Bronnen, Begegnungen mit Schauspielern
- Solo für Schlag(uhr) und andere tschechoslowakische Stücke
- Jerzy Wittlin, Leben und leben lassen, mehrere Neuauflagen
- Michail Roschtschin, Transportzug
- Vorsicht! Satire! Texte der sowjetischen kleinen Bühne
- Isidor Štok, Göttliche Komödie

### 1978
- Erich Kästner, Die Schule der Diktatoren und noch mehr Theater
- Ulrich Plenzdorf, Karla

- Reinhold Andert, Lieder aus dem fahrenden Zug
- Jürgen Hart, Academixereien. Kabarett-Texte [aus dem Kabarett Academixer]
- Christoph Funke, Tasso 75
- Erasmus Schöfer, Bittere Pillen
- Max van Embden, Im Schatten eines Clowns
- Stücke aus Portugal

### 1979
- Joachim Walther, Ein Dorf auf dieser Erde
- Rainer Kerndl, Stücke
- Alfred Matusche, Welche von den Frauen?
- Ich will nicht leise sterben
- Warschau, abends halb zehn
- Anatoli Efros, Die Probe, meine Liebe

### 1980
- Dario Fo, Die Frau zum Wegschmeißen und andere Stücke
- Georg Kreisler, Ich hab ka Lust. Kabarettchansons
- Armin Stolper, Lausitzer Trilogie

### 1984
- Michail Schatrow, Bolschewiki., Der 6 Juli., Blaue Pferde auf rotem Gras., So werden wir siegen

### 1985
- Auf der Schaukel
- Joachim Walther, Doppelkopf
- Das hältste ja im Kopf nicht aus
- Curt Goetz, Der Hund im Hirn und andere Miniaturen
- Jerome Kilty, Geliebter Lügner
- Athol Fugard, Aloen
- Georg Kreisler, Heute abend: Lola Blau und Nichtarische Arien.

### 1986
- Arthur Schnitzler, Reigen
- Franz Xaver Kroetz, Nicht Fisch, nicht Fleisch
- Elfriede Jelinek, Burgtheater
- In der Garderobe erzählt
- Kein Wort von Einsamkeit
- Hans Lucke, Stadelmann
- Einer flog über das Kuckucksnest. Inszenierungen des Regisseurs Rolf Winkelgrund
- Wera Küchenmeister, Eine Begabung muss man entmutigen …
- Tadeusz Różewicz, Auf allen Vieren
- Juliu Ėdlis, Wo ist dein Bruder Abel?

### 1987
1987 wurde nur noch eine Neuausgabe herausgegeben.
- Rudi Strahl, Köpenicker Friedhofsromanze und andere szenische Miniaturen